# Ric Ocasek
Richard Theodore Otcasek (Baltimore, Maryland; 23 de març de 1944-Nova York; 15 de setembre de 2019), més conegut com a Ric Ocasek, fou un cantant, compositor i productor estatunidenc, conegut per ser el vocalista i el líder de la banda de rock The Cars, a més de productor de diversos grups; entre els quals destaquen Weezer, Nada Surf i No Doubt.